# Elezioni politiche nell'Amministrazione fiduciaria italiana della Somalia del 1956
Le elezioni amministrative nell'Amministrazione fiduciaria italiana della Somalia si svolsero nel febbraio 1956 Il risultato fu una vittoria per la Lega dei Giovani Somali (SYL), che vinse 43 dei 60 seggi del Consiglio Territoriale.

## Sistema elettorale
Il Consiglio territoriale ha avuto un totale di 70 seggi, di cui 60 sono stati eletti in 25 collegi elettorali di dimensioni variabili da uno a cinque. Gli altri dieci posti erano riservati ai gruppi minoritari; quattro per gli italiani, quattro per gli arabi, uno per gli indiani e uno per i pakistani. Solo gli uomini di età superiore ai 21 anni potevano votare, mentre i candidati dovevano essere almeno 30, alfabetizzati con la conoscenza degli alfabeti arabi e romani e residenti nell'AFIS da almeno un anno prima delle elezioni.
Le elezioni erano dirette nelle città e nei comuni, ma indirette nelle aree rurali, dove i membri erano stati eletti da 613 "shirs" (consigli aperti) tra il novembre 1955 e il gennaio 1956. Le leggi elettorali non erano applicate interamente agli shirs, dove gli elettori potevano essere avere fino a 15 anni.

## Risultati
| Partito                      | Voti    | %     | Seggi |
| ---------------------------- | ------- | ----- | ----- |
| Lega dei Giovani Somali      | 333.820 | 54,29 | 43    |
| Hizbia Digil e Mirifle       | 159.967 | 26,01 | 13    |
| Movimento Democratico Somalo | 80.866  | 13,15 | 3     |
| Unione Nazionale Somala      | 21.630  | 3,5   | 0     |
| Unione Marehan               | 11.358  | 1,85  | 1     |
| Afgoi-Audegle                | 3.441   | 0,6   | 0     |
| Unione Giovanile S Hawiya    | 1.846   | 0,3   | 0     |
| Sei Shidle                   | 1.550   | 0,2   | 0     |
| S Bagiuni Fichirini          | 426     | 0,1   | 0     |
| Seggi riservati              | −       | −     | 10    |
| Totale                       | 614.904 | 100   | 70    |
| Fonte: Sternberger et al.    |         |       |       |